# Síndrome de Ondine
Síndrome de Ondine ou síndrome da hipoventilação central congênita (CCHS) é uma doença genética raríssima ou adquirida (lesões mecânicas ou isquêmicas do bulbo) que afeta o sistema respiratório. Quando genética, é causada por uma mutação no gene PHOX2B localizado no cromossomo 4, que gera uma desordem no sistema nervoso central desativando o controle autonômico da respiração. O indivíduo com a síndrome não tem a quimiossensibilidade a elevação de CO2 que normalmente provoca a agonia de sufocamento, o alerta para o corpo retomar a respiração. Alguns portadores necessitam 24h de ventilação mecânica, enquanto a maioria apenas durante o sono, momentos de concentração, cansaço ou doença. O nome Ondine se refere a um antigo conto alemão sobre uma donzela traída que amaldiçoa seu companheiro a perder a capacidade de respirar sempre que dorme, condenando-o eternamente a estar acordado.

## Diagnóstico
O diagnóstico clínico deve ser confirmado através de exame genético, para estabelecer se pessoa tem a mutação e qual é a gravidade desta mutação, seguindo-se a este um aconselhamento genético. 
Estima-se que no Brasil exista mais de 1000 pessoas com a síndrome, no entanto somente 35 casos foram diagnosticados, ou seja, apenas 3,5% dos portadores. A falta de conhecimento da doença por boa parte da comunidade médica tem feito com que a doença seja subdiagnosticada. Nestes casos a condição do portador pode ser agravada por falta de um atendimento e ventilação adequada que pode acabar gerando uma paralisia cerebral decorrente de uma hipóxia. 

## Tratamento
A base do tratamento de uma pessoa com a síndrome de Ondine é manter uma boa ventilação mecânica, a traqueostomia é uma das opções mais seguras nos cinco primeiros anos de vida, o paciente ainda deve contar com uma equipe multidisciplinar em Home Care. 
Como o bebê e a criança com a síndrome têm o desenvolvimento e evolução normal com todos os movimentos preservados é comum nestes pacientes o rompimento interno da cânula de traqueostomia, podendo soltar a cânula internamente na traquéia obstruindo a passagem de ar, por isso deve-se tomar cuidados redobrados e monitoramentos a cada 15 dias na cânula, uma opção é uma cânula inteiramente de silicone (Bivona). 

Com a boa evolução do paciente ele pode passar a usar um BiPAP ou CPAP para dormir na adolescência ou quando adulto. 